# Gonfreville-Caillot
Gonfreville-Caillot – miejscowość i gmina we Francji, w regionie Normandia, w departamencie Sekwana Nadmorska.
Według danych na rok 1990 gminę zamieszkiwało 251 osób, a gęstość zaludnienia wynosiła 59 osób/km² (wśród 1421 gmin Górnej Normandii Gonfreville-Caillot plasuje się na 655. miejscu pod względem liczby ludności, natomiast pod względem powierzchni na miejscu 748.).